# Phyllothemis raymondi
Phyllothemis raymondi là loài chuồn chuồn trong họ Libellulidae. Loài này được Lieftinck mô tả khoa học đầu tiên năm 1950.